# Liste des matchs de l'équipe du Nicaragua de football par adversaire
Cette liste présente les matchs de l'équipe du Nicaragua de football par adversaire rencontré,,. Lorsqu'une rivalité footballistique particulière existe entre le Nicaragua et un autre pays, une page spécifique est parfois proposée.
- Haut – A
- B
- C
- D
- E
- F
- G
- H
- I
- J
- K
- L
- M
- N
- O
- P
- Q
- R
- S
- T
- U
- V
- W
- X
- Y
- Z

## A

### Anguilla
Confrontations entre le Nicaragua et Anguilla :
| Date            | Lieu                | Match                | Score | Compétition                                |
| --------------- | ------------------- | -------------------- | ----- | ------------------------------------------ |
| 23 mars 2015    | Managua Nicaragua   | Nicaragua - Anguilla | 5-0   | Qualifications pour la Coupe du monde 2018 |
| 29 mars 2015    | The Valley Anguilla | Anguilla - Nicaragua | 0-3   | Qualifications pour la Coupe du monde 2018 |
| 14 octobre 2018 | Heredia Costa Rica  | Nicaragua - Anguilla | 6-0   | Qualifications pour la Gold Cup 2019       |

#### Bilan
- Total de matchs disputés : 3
- Victoires de l'équipe du Nicaragua : 3
- Victoires de l'équipe d'Anguilla : 0
- Match nul : 0

### Antilles néerlandaises
Confrontations entre le Nicaragua et les Antilles néerlandaises :
| Date           | Lieu                              | Match                              | Score | Compétition                                   |
| -------------- | --------------------------------- | ---------------------------------- | ----- | --------------------------------------------- |
| 2 mars 1950    | Guatemala                         | Antilles néerlandaises - Nicaragua | 11-1  | Jeux d'Amérique centrale et des Caraïbes 1950 |
| 11 mars 1953   | San José Costa Rica               | Antilles néerlandaises - Nicaragua | 8-0   | Coupe CCCF 1953                               |
| 13 mars 1961   | San José Costa Rica               | Antilles néerlandaises - Nicaragua | 2-1   | Coupe CCCF 1961                               |
| 6 février 2008 | Diriamba Nicaragua                | Nicaragua - Antilles néerlandaises | 0-1   | Qualifications pour la Coupe du monde 2010    |
| 26 mars 2008   | Willemstad Antilles néerlandaises | Antilles néerlandaises - Nicaragua | 2-0   | Qualifications pour la Coupe du monde 2010    |

#### Bilan
- Total de matchs disputés : 5
- Victoires de l'équipe du Nicaragua : 0
- Victoires de l'équipe des Antilles néerlandaises : 5
- Match nul : 0

### Argentine
Confrontations entre le Nicaragua et l'Argentine :
| Date        | Lieu               | Match                 | Score | Compétition  |
| ----------- | ------------------ | --------------------- | ----- | ------------ |
| 7 juin 2019 | San Juan Argentine | Argentine - Nicaragua | 5-1   | Match amical |

#### Bilan
- Total de matchs disputés : 1
- Victoires de l'équipe du Nicaragua : 0
- Victoires de l'équipe d'Argentine : 1
- Match nul : 0

## B

### Bahamas
Confrontations entre la Bahamas et le Nicaragua :
| Date         | Lieu              | Match               | Score | Compétition                                          |
| ------------ | ----------------- | ------------------- | ----- | ---------------------------------------------------- |
| 10 juin 2022 | Nassau Bahamas    | Bahamas - Nicaragua | 0-2   | Ligue des nations de la CONCACAF 2022-2023 (Ligue B) |
| 13 juin 2022 | Managua Nicaragua | Nicaragua - Bahamas | 4-0   | Ligue des nations de la CONCACAF 2022-2023 (Ligue B) |

#### Bilan
- Total de matchs disputés : 1
- équipe du Nicaragua : 2
- équipe des Bahamas : 4
- Match nul : 0

### Barbade
Confrontations entre la Barbade et le Nicaragua :
| Date              | Lieu                                  | Match               | Score | Compétition                                                        |
| ----------------- | ------------------------------------- | ------------------- | ----- | ------------------------------------------------------------------ |
| 4 mars 1974       | Saint-Domingue République dominicaine | Barbade - Nicaragua | 1-0   | Jeux d’Amérique centrale et des Caraïbes de 1974                   |
| 24 mars 2019      | Bridgetown Barbade                    | Barbade - Nicaragua | 0-1   | Ligue des nations de la CONCACAF 2019-2020 (tournoi de classement) |
| 11 septembre 2023 | Managua Nicaragua                     | Nicaragua - Barbade | 5-1   | Ligue des nations de la CONCACAF 2023-2024                         |
| 17 novembre 2023  | Widley (en) Barbade                   | Barbade - Nicaragua | 0-4   | Ligue des nations de la CONCACAF 2023-2024                         |

#### Bilan
- Total de matchs disputés : 3
- Victoires de l'équipe du Nicaragua : 10
- Victoires de l'équipe de la Barbade : 1
- Match nul : 1

### Belize
Confrontations entre le Nicaragua et le Belize :
| Date             | Lieu                  | Match              | Score | Compétition                                         |
| ---------------- | --------------------- | ------------------ | ----- | --------------------------------------------------- |
| 24 avril 2001    | Belize City Belize    | Belize - Nicaragua | 2-0   | Match amical                                        |
| 26 avril 2001    | Belize City Belize    | Belize - Nicaragua | 2-1   | Match amical                                        |
| 23 février 2005  | Guatemala             | Nicaragua - Belize | 1-0   | Coupe UNCAF des nations 2005                        |
| 12 février 2007  | San Salvador Salvador | Nicaragua - Belize | 4-2   | Coupe UNCAF des nations 2007                        |
| 26 janvier 2009  | Tegucigalpa Honduras  | Nicaragua - Belize | 1-1   | Coupe UNCAF des nations 2009                        |
| 18 janvier 2011  | Panama                | Nicaragua - Belize | 1-1   | Copa Centroamericana 2011                           |
| 22 janvier 2013  | San José Costa Rica   | Nicaragua - Belize | 1-2   | Copa Centroamericana 2013                           |
| 20 janvier 2017  | Panama                | Nicaragua - Belize | 3-1   | Copa Centroamericana 2017                           |
| 4 juin 2021      | Managua Nicaragua     | Nicaragua - Belize | 3-0   | Éliminatoires de la Coupe du monde de football 2022 |
| 29 janvier 2022  | Managua Nicaragua     | Nicaragua - Belize | 4-0   | Match amical                                        |
| 1er février 2022 | Managua Nicaragua     | Nicaragua - Belize | 1-1   | Match amical                                        |

#### Bilan
- Total de matchs disputés : 11
- Victoires de l'équipe du Nicaragua : 11
- Victoires de l'équipe du Belize : 4
- Match nul : 3

### Bermudes
Confrontations entre le Nicaragua et les Bermudes :
| Date          | Lieu                | Match                | Score | Compétition           |
| ------------- | ------------------- | -------------------- | ----- | --------------------- |
| 31 mars 2004  | Hamilton Bermudes   | Bermudes - Nicaragua | 3-0   | Match amical          |
| 2 avril 2004  | Hamilton Bermudes   | Bermudes - Nicaragua | 2-1   | Match amical          |
| 30 avril 2004 | Diriamba Nicaragua  | Nicaragua - Bermudes | 2-0   | Match amical          |
| 2 mai 2004    | Estelí Nicaragua    | Nicaragua - Bermudes | 2-0   | Match amical          |
| 20 juin 2019  | Harrison États-Unis | Bermudes - Nicaragua | 2-0   | Gold Cup 2019 (gr. B) |

#### Bilan
- Total de matchs disputés : 5
- Victoires de l'équipe du Nicaragua : 2
- Victoires de l'équipe des Bermudes : 3
- Match nul : 0

### Bolivie
Confrontations entre le Nicaragua et la Bolivie :
| Date        | Lieu                 | Match               | Score | Compétition  |
| ----------- | -------------------- | ------------------- | ----- | ------------ |
| 2 juin 2017 | Managua Nicaragua    | Nicaragua - Bolivie | 0-1   | Match amical |
| 7 juin 2017 | Yacuiba Bolivie      | Bolivie - Nicaragua | 3-2   | Match amical |
| 3 mars 2019 | Villa Tunari Bolivie | Bolivie - Nicaragua | 2-2   | Match amical |

#### Bilan
- Total de matchs disputés : 3
- Victoires de l'équipe du Nicaragua : 0
- Victoires de l'équipe de Bolivie : 2
- Match nul : 1

## C

### Costa Rica
Confrontations entre le Nicaragua et le Costa Rica :
| Date             | Lieu                     | Match                  | Score | Compétition                  |
| ---------------- | ------------------------ | ---------------------- | ----- | ---------------------------- |
| 10 mai 1941      | San José Costa Rica      | Costa Rica - Nicaragua | 7-2   | Coupe CCCF 1941              |
| 5 décembre 1943  | San Salvador Salvador    | Costa Rica - Nicaragua | 7-0   | Coupe CCCF 1943              |
| 12 décembre 1943 | San Salvador Salvador    | Nicaragua - Costa Rica | 2-3   | Coupe CCCF 1943              |
| 23 février 1946  | San José Costa Rica      | Costa Rica - Nicaragua | 7-1   | Coupe CCCF 1946              |
| 25 février 1951  | Panama                   | Costa Rica - Nicaragua | 8-1   | Coupe CCCF 1951              |
| 3 mars 1951      | Panama                   | Nicaragua - Costa Rica | 1-4   | Coupe CCCF 1951              |
| 17 mars 1953     | San José Costa Rica      | Costa Rica - Nicaragua | 3-0   | Coupe CCCF 1953              |
| 16 février 1993  | San José Costa Rica      | Costa Rica - Nicaragua | 6-0   | Coupe UNCAF des nations 1993 |
| 19 février 1993  | San José Costa Rica      | Nicaragua - Costa Rica | 0-2   | Coupe UNCAF des nations 1993 |
| 18 avril 1997    | Guatemala                | Costa Rica - Nicaragua | 5-1   | Coupe UNCAF des nations 1997 |
| 15 février 2003  | Panama                   | Costa Rica - Nicaragua | 1-0   | Coupe UNCAF des nations 2003 |
| 4 juin 2004      | San Carlos Costa Rica    | Costa Rica - Nicaragua | 5-1   | Match amical                 |
| 20 janvier 2013  | San José Costa Rica      | Costa Rica - Nicaragua | 2-0   | Copa Centroamericana 2013    |
| 3 septembre 2014 | Washington DC États-Unis | Costa Rica - Nicaragua | 3-0   | Copa Centroamericana 2014    |
| 15 décembre 2015 | Liberia Costa Rica       | Costa Rica - Nicaragua | 1-0   | Match amical                 |
| 17 janvier 2017  | Panama                   | Costa Rica - Nicaragua | 0-0   | Copa Centroamericana 2017    |
| 16 juin 2019     | San José Costa Rica      | Costa Rica - Nicaragua | 4-0   | Gold Cup 2019 (gr. B)        |

#### Bilan
- Total de matchs disputés : 17
- Victoires de l'équipe du Nicaragua : 0
- Victoires de l'équipe du Costa Rica : 16
- Match nul : 1

### Cuba
Confrontations entre le Nicaragua et Cuba :
| Date             | Lieu              | Match            | Score | Compétition  |
| ---------------- | ----------------- | ---------------- | ----- | ------------ |
| 9 mars 2000      | La Havane Cuba    | Cuba - Nicaragua | 4-0   | Match amical |
| 26 mai 2011      | La Havane Cuba    | Cuba - Nicaragua | 1-1   | Match amical |
| 28 mai 2011      | La Havane Cuba    | Cuba - Nicaragua | 2-1   | Match amical |
| 26 mai 2011      | Managua Nicaragua | Nicaragua - Cuba | 5-0   | Match amical |
| 28 mai 2011      | Estelí Nicaragua  | Nicaragua - Cuba | 1-0   | Match amical |
| 22 mars 2018     | Managua Nicaragua | Nicaragua - Cuba | 3-1   | Match amical |
| 25 mars 2018     | Managua Nicaragua | Nicaragua - Cuba | 3-3   | Match amical |
| 8 novembre 2019  | Managua Nicaragua | Nicaragua - Cuba | 0-0   | Match amical |
| 11 novembre 2019 | Managua Nicaragua | Nicaragua - Cuba | 0-1   | Match amical |
| 10 novembre 2021 | Managua Nicaragua | Nicaragua - Cuba | 0-3   | Match amical |
| 13 novembre 2021 | Managua Nicaragua | Nicaragua - Cuba | 2-0   | Match amical |
| 26 mars 2024     | Managua Nicaragua | Nicaragua - Cuba | 0-1   | Match amical |

#### Bilan
- Total de matchs disputés : 12
- Victoires de l'équipe du Nicaragua : 3
- Victoires de l'équipe de Cuba : 4
- Match nul : 3

### Curaçao
Confrontations entre le Nicaragua et Curaçao :
| Date         | Lieu                | Match               | Score | Compétition     |
| ------------ | ------------------- | ------------------- | ----- | --------------- |
| 15 mai 1941  | San José Costa Rica | Curaçao - Nicaragua | 9-1   | Coupe CCCF 1941 |
| 17 juin 2017 | Willemstad Curaçao  | Curaçao - Nicaragua | 0-0   | Match amical    |

#### Bilan
- Total de matchs disputés : 2
- Victoires de l'équipe du Nicaragua : 0
- Victoires de l'équipe de Curaçao : 1
- Match nul : 1

## D

### Dominique
Confrontations entre le Nicaragua et la Dominique :
| Date             | Lieu              | Match                 | Score | Compétition                                          |
| ---------------- | ----------------- | --------------------- | ----- | ---------------------------------------------------- |
| 2 septembre 2011 | Roseau Dominique  | Dominique - Nicaragua | 0-2   | Qualifications pour la Coupe du monde 2014           |
| 11 novembre 2011 | Managua Nicaragua | Nicaragua - Dominique | 1-0   | Qualifications pour la Coupe du monde 2014           |
| 11 octobre 2019  | Managua Nicaragua | Nicaragua - Dominique | 3-1   | Ligue des nations de la CONCACAF 2019-2020 (Ligue B) |
| 14 octobre 2019  | Roseau Dominique  | Dominique - Nicaragua | 0-4   | Ligue des nations de la CONCACAF 2019-2020 (Ligue B) |

#### Bilan
- Total de matchs disputés : 4
- Victoires de l'équipe du Nicaragua : 4
- Victoires de l'équipe de Dominique : 0
- Match nul : 0

## E

### États-Unis
Confrontations entre le Nicaragua et les États-Unis :
| Date            | Lieu                 | Match                  | Score | Compétition                      |
| --------------- | -------------------- | ---------------------- | ----- | -------------------------------- |
| 15 juillet 2017 | Cleveland États-Unis | Nicaragua - États-Unis | 0-3   | Phase finale de la Gold Cup 2017 |

#### Bilan
- Total de matchs disputés : 1
- Victoires de l'équipe du Nicaragua : 0
- Victoires de l'équipe des États-Unis : 1
- Match nul : 0

## G

### Ghana
Confrontations entre le Nicaragua et le Ghana :
| Date              | Lieu  | Match             | Score | Compétition  |
| ----------------- | ----- | ----------------- | ----- | ------------ |
| 27 septembre 2022 | Lorca | Ghana - Nicaragua | 1-0   | Match amical |

#### Bilan
- Total de matchs disputés : 1
- Victoires de l'Nicaragua : 0
- Victoires de l'Ghana : 1
- Match nul : 0

### Guadeloupe
Confrontations entre le Nicaragua et la Guadeloupe :
| Date           | Lieu               | Match                  | Score | Compétition                      |
| -------------- | ------------------ | ---------------------- | ----- | -------------------------------- |
| 9 juillet 2009 | Houston États-Unis | Guadeloupe - Nicaragua | 2-0   | Phase finale de la Gold Cup 2009 |

#### Bilan
- Total de matchs disputés : 1
- Victoires de l'équipe du Nicaragua : 0
- Victoires de l'équipe de Guadeloupe : 1
- Match nul : 0

### Guatemala
Confrontations en matchs officiels entre le Nicaragua et le Guatemala :
| Date             | Lieu                        | Match                 | Score | Compétition                                                        |
| ---------------- | --------------------------- | --------------------- | ----- | ------------------------------------------------------------------ |
| 9 décembre 1943  | San Salvador Salvador       | Guatemala - Nicaragua | 6-2   | Coupe CCCF 1943                                                    |
| 19 décembre 1943 | San Salvador Salvador       | Guatemala - Nicaragua | 5-1   | Coupe CCCF 1943                                                    |
| 7 mars 1946      | San José Costa Rica         | Guatemala - Nicaragua | 7-0   | Coupe CCCF 1946                                                    |
| 21 mars 1953     | San José Costa Rica         | Guatemala - Nicaragua | 1-0   | Coupe CCCF 1953                                                    |
| 27 mars 1963     | San Salvador Salvador       | Guatemala - Nicaragua | 3-1   | Coupe des nations de la CONCACAF 1963 (gr. A)                      |
| 15 février 1967  | Guatemala                   | Guatemala - Nicaragua | 3-1   | Coupe des nations de la CONCACAF 1967 (tour préliminaire)          |
| 15 mars 1967     | Tegucigalpa Honduras        | Guatemala - Nicaragua | 2-0   | Coupe des nations de la CONCACAF 1967 (tour final)                 |
| 7 juin 1992      | Guatemala                   | Guatemala - Nicaragua | 7-1   | Match amical                                                       |
| 5 mai 1996       | Diriamba Nicaragua          | Nicaragua - Guatemala | 0-1   | Éliminatoires de la Coupe du monde 1998 (zone CONCACAF - 1er tour) |
| 10 mai 1996      | Guatemala                   | Guatemala - Nicaragua | 2-1   | Éliminatoires de la Coupe du monde 1998 (zone CONCACAF - 1er tour) |
| 20 avril 1997    | Guatemala                   | Guatemala - Nicaragua | 6-1   | Coupe UNCAF des nations 1997 (gr. A)                               |
| 24 mars 1999     | San José Costa Rica         | Guatemala - Nicaragua | 1-0   | Coupe UNCAF des nations 1999 (gr. B)                               |
| 18 février 2003  | Panama                      | Guatemala - Nicaragua | 5-0   | Coupe UNCAF des nations 2003 (tour final)                          |
| 21 février 2005  | Guatemala                   | Guatemala - Nicaragua | 4-0   | Coupe UNCAF des nations 2005 (gr. A)                               |
| 8 février 2007   | San Salvador Salvador       | Guatemala - Nicaragua | 1-0   | Coupe UNCAF des nations 2007 (gr. A)                               |
| 29 janvier 2009  | Tegucigalpa Honduras        | Nicaragua - Guatemala | 2-0   | Coupe UNCAF des nations 2009 (match pour la 5e place)              |
| 4 septembre 2010 | Fort Lauderdale États-Unis  | Guatemala - Nicaragua | 5-0   | Match amical                                                       |
| 21 janvier 2011  | Panama                      | Nicaragua - Guatemala | 1-2   | Copa Centroamericana 2011 (match pour la 5e place)                 |
| 18 janvier 2013  | San José Costa Rica         | Guatemala - Nicaragua | 1-1   | Copa Centroamericana 2013 (gr. A)                                  |
| 14 août 2014     | Antigua Guatemala Guatemala | Guatemala - Nicaragua | 3-0   | Match amical                                                       |
| 26 mars 2019     | Managua Nicaragua           | Nicaragua - Guatemala | 0-1   | Match amical                                                       |
| 6 octobre 2020   | Managua Nicaragua           | Nicaragua - Guatemala | 0-0   | Match amical                                                       |
| 24 février 2021  | Guatemala                   | Guatemala - Nicaragua | 1-0   | Match amical                                                       |
| 19 novembre 2022 | Carson États-Unis           | Guatemala - Nicaragua | 3-0   | Match amical                                                       |

#### Bilan
- Total de matchs disputés : 25
- Victoires de l'équipe du Nicaragua: 1
- Victoires de l'équipe du Guatemala : 23
- Match nul : 2

## H

### Haïti
Confrontations entre le Nicaragua et Haïti :
| Date             | Lieu                       | Match             | Score | Compétition                                              |
| ---------------- | -------------------------- | ----------------- | ----- | -------------------------------------------------------- |
| 26 mars 1950     | Guatemala                  | Haïti - Nicaragua | 4-2   | Jeux d'Amérique centrale et des Caraïbes 1950            |
| 10 mars 1967     | Tegucigalpa Honduras       | Haïti - Nicaragua | 2-1   | Phase finale de la Coupe des nations de la CONCACAF 1967 |
| 31 janvier 2004  | West Palm Beach États-Unis | Haïti - Nicaragua | 1-1   | Match amical                                             |
| 29 février 2004  | Estelí Nicaragua           | Nicaragua - Haïti | 1-1   | Match amical                                             |
| 24 mars 2017     | Port-au-Prince Haïti       | Haïti - Nicaragua | 3-1   | Barrage de la Gold Cup 2017 (aller)                      |
| 28 mars 2017     | Managua Nicaragua          | Nicaragua - Haïti | 3-0   | Barrage de la Gold Cup 2017 (retour)                     |
| 17 novembre 2018 | Managua Nicaragua          | Nicaragua - Haïti | 0-2   | Éliminatoires de la Gold Cup 2019                        |
| 20 juin 2019     | Frisco États-Unis          | Nicaragua - Haïti | 0-2   | Gold Cup 2019 (gr. B)                                    |
| 8 juin 2021      | Port-au-Prince Haïti       | Haïti - Nicaragua | 1-0   | Éliminatoires de la Coupe du monde de football 2022      |

#### Bilan
- Total de matchs disputés : 9
- Victoires de l'équipe du Nicaragua : 1
- Victoires de l'équipe d'Haïti : 6
- Match nul : 2

### Honduras
Confrontations entre le Nicaragua et le Honduras :
| Date              | Lieu                    | Match                | Score | Compétition                                                   |
| ----------------- | ----------------------- | -------------------- | ----- | ------------------------------------------------------------- |
| 13 mars 1946      | San José Costa Rica     | Honduras - Nicaragua | 10-0  | Coupe CCCF 1946                                               |
| 8 mars 1953       | San José Costa Rica     | Honduras - Nicaragua | 2-1   | Coupe CCCF 1953                                               |
| 28 février 1961   | Honduras                | Honduras - Nicaragua | 4-2   | Match amical                                                  |
| 7 mars 1961       | San José Costa Rica     | Honduras - Nicaragua | 6-0   | Coupe CCCF 1961                                               |
| 25 mars 1963      | San Salvador Salvador   | Honduras - Nicaragua | 1-0   | Phase finale de la Coupe des nations de la CONCACAF 1963      |
| 11 mars 1965      | San Salvador Salvador   | Honduras - Nicaragua | 0-2   | Tour préliminaire de la Coupe des nations de la CONCACAF 1965 |
| 8 mars 1967       | Tegucigalpa Honduras    | Honduras - Nicaragua | 1-1   | Phase finale de la Coupe des nations de la CONCACAF 1967      |
| 27 mars 1996      | Danlí Honduras          | Honduras - Nicaragua | 1-0   | Match amical                                                  |
| 4 mars 2000       | San Pedro Sula Honduras | Honduras - Nicaragua | 3-0   | Qualifications pour la Coupe du monde 2002                    |
| 16 avril 2000     | Diriamba Nicaragua      | Nicaragua - Honduras | 0-1   | Qualifications pour la Coupe du monde 2002                    |
| 25 mai 2001       | Tegucigalpa Honduras    | Honduras - Nicaragua | 10-2  | Coupe UNCAF des nations 2001                                  |
| 11 février 2003   | Panama                  | Honduras - Nicaragua | 2-0   | Coupe UNCAF des nations 2003                                  |
| 19 février 2005   | Guatemala               | Honduras - Nicaragua | 5-1   | Coupe UNCAF des nations 2005                                  |
| 15 février 2007   | San Salvador Salvador   | Nicaragua - Honduras | 1-9   | Coupe UNCAF des nations 2007                                  |
| 24 janvier 2009   | Tegucigalpa Honduras    | Honduras - Nicaragua | 4-1   | Coupe UNCAF des nations 2009                                  |
| 13 septembre 2014 | Los Angeles États-Unis  | Honduras - Nicaragua | 1-0   | Copa Centroamericana 2014                                     |
| 27 janvier 2016   | Managua Nicaragua       | Nicaragua - Honduras | 1-3   | Match amical                                                  |
| 24 août 2016      | San Pedro Sula Honduras | Honduras - Nicaragua | 1-0   | Match amical                                                  |
| 13 janvier 2017   | Panama                  | Honduras - Nicaragua | 2-1   | Copa Centroamericana 2017                                     |
| 16 mars 2017      | San Pedro Sula Honduras | Honduras - Nicaragua | 2-0   | Match amical                                                  |
| 10 octobre 2020   | Comayagua Honduras      | Honduras - Nicaragua | 1-1   | Match amical                                                  |

#### Bilan
- Total de matchs disputés : 20
- Victoires de l'équipe du Nicaragua : 1
- Victoires de l'équipe du Honduras : 18
- Match nul : 2

## I

### Iran
Confrontations entre le Nicaragua et le Iran : 
| Date             | Lieu    | Match            | Score | Compétition  |
| ---------------- | ------- | ---------------- | ----- | ------------ |
| 10 novembre 2022 | Téhéran | Iran - Nicaragua | 1-0   | Match amical |

#### Bilan
- Total de matchs disputés : 1
- Victoires de l'équipe du Nicaragua : 0
- Victoires de l'équipe d'Iran : 1
- Match nul : 0

### Îles Caïmans
Confrontations entre le Nicaragua et les Îles Caïmans :
| Date             | Lieu                     | Match                    | Score | Compétition  |
| ---------------- | ------------------------ | ------------------------ | ----- | ------------ |
| 17 novembre 2002 | George Town Îles Caïmans | Îles Caïmans - Nicaragua | 0-1   | Match amical |

#### Bilan
- Total de matchs disputés : 1
- Victoires de l'équipe du Nicaragua : 1
- Victoires de l'équipe des Îles Caïmans : 0
- Match nul : 0

### Îles Turques-et-Caïque
Confrontations entre le Nicaragua el les Îles Turques-et-Caïques
| Date         | Lieu                                 | Match                              | Score | Compétition                                         |
| ------------ | ------------------------------------ | ---------------------------------- | ----- | --------------------------------------------------- |
| 27 mars 2021 | San Cristóbal République dominicaine | Îles Turques-et-Caïques - Nicargua | 0-7   | Éliminatoires de la Coupe du monde de football 2022 |

#### Bilan
- Total de matchs disputes : 1
- équipe du Nicaragua : 7
- équipe des Îles Turques-et-Caïques : 0
- Match nul : 0

## J

### Jamaïque
Confrontations entre le Nicaragua et la Jamaïque :
| Date             | Lieu              | Match                | Score | Compétition                                |
| ---------------- | ----------------- | -------------------- | ----- | ------------------------------------------ |
| 4 septembre 2015 | Kingston Jamaïque | Jamaïque - Nicaragua | 2-3   | Qualifications pour la Coupe du monde 2018 |
| 8 septembre 2015 | Managua Nicaragua | Nicaragua - Jamaïque | 0-2   | Qualifications pour la Coupe du monde 2018 |

#### Bilan
- Total de matchs disputés : 2
- Victoires de l'équipe du Nicaragua : 1
- Victoires de l'équipe de Jamaïque : 1
- Match nul : 0

## M

### Martinique
Confrontations entre le Nicaragua et la Martinique :
| Date           | Lieu                 | Match                  | Score | Compétition                      |
| -------------- | -------------------- | ---------------------- | ----- | -------------------------------- |
| 8 juillet 2017 | Nashville États-Unis | Martinique - Nicaragua | 2-0   | Phase finale de la Gold Cup 2017 |

#### Bilan
- Total de matchs disputés : 1
- Victoires de l'équipe du Nicaragua : 0
- Victoires de l'équipe de Martinique : 1
- Match nul : 0

### Mexique
Confrontations entre le Nicaragua et le Mexique :
| Date           | Lieu                 | Match               | Score | Compétition                                              |
| -------------- | -------------------- | ------------------- | ----- | -------------------------------------------------------- |
| 6 mars 1967    | Tegucigalpa Honduras | Mexique - Nicaragua | 4-0   | Phase finale de la Coupe des nations de la CONCACAF 1967 |
| 5 juillet 2009 | Oakland États-Unis   | Nicaragua - Mexique | 0-2   | Phase finale de la Gold Cup 2009                         |

#### Bilan
- Total de matchs disputés : 2
- Victoires de l'équipe du Nicaragua : 0
- Victoires de l'équipe du Mexique : 2
- Match nul : 0

### Montserrat
Confrontations entre le Nicaragua et Montserrat : 
| Date            | Lieu        | Match                  | Score | Compétition                                |
| --------------- | ----------- | ---------------------- | ----- | ------------------------------------------ |
| 13 octobre 2023 | Widley (en) | Montserrat - Nicaragua | 0-3   | Ligue des nations de la CONCACAF 2023-2024 |
| 16 octobre 2023 | Managua     | Nicaragua - Monserrat  | 3-0   | Ligue des nations de la CONCACAF 2023-2024 |

#### Bilan
- Total de matchs disputés : 1
- Victoires de l'équipe du Nicaragua : 6
- Victoires de équipe de Montserrat : 0
- Match nul : 0

## P

### Panama
Confrontations entre le Nicaragua et le Panama :
| Date              | Lieu                   | Match              | Score | Compétition                                                   |
| ----------------- | ---------------------- | ------------------ | ----- | ------------------------------------------------------------- |
| 18 mai 1941       | San José Costa Rica    | Nicaragua - Panama | 2-5   | Coupe CCCF 1941                                               |
| 10 mars 1946      | San José Costa Rica    | Panama - Nicaragua | 0-2   | Coupe CCCF 1946                                               |
| 28 février 1951   | Panama                 | Panama - Nicaragua | 4-0   | Coupe CCCF 1951                                               |
| 4 mars 1951       | Panama                 | Nicaragua - Panama | 2-6   | Coupe CCCF 1951                                               |
| 14 mars 1953      | San José Costa Rica    | Panama - Nicaragua | 0-2   | Coupe CCCF 1953                                               |
| 29 mars 1963      | San Salvador Salvador  | Nicaragua - Panama | 0-5   | Phase finale de la Coupe des nations de la CONCACAF 1963      |
| 8 février 1966    | Panama                 | Panama - Nicaragua | 3-1   | Match amical                                                  |
| 17 février 1967   | Guatemala              | Nicaragua - Panama | 3-1   | Tour préliminaire de la Coupe des nations de la CONCACAF 1967 |
| 2 décembre 1973   | Panama                 | Panama - Nicaragua | 2-0   | Match amical                                                  |
| 27 avril 1984     | Panama                 | Panama - Nicaragua | 2-0   | Match amical                                                  |
| 22 octobre 1995   | Panama                 | Panama - Nicaragua | 2-0   | Coupe UNCAF des nations 1995                                  |
| 29 octobre 1995   | Diriamba Nicaragua     | Nicaragua - Panama | 0-5   | Coupe UNCAF des nations 1995                                  |
| 19 mars 2000      | Diriamba Nicaragua     | Nicaragua - Panama | 0-2   | Qualifications pour la Coupe du monde 2002                    |
| 21 mai 2000       | Panama                 | Panama - Nicaragua | 4-0   | Qualifications pour la Coupe du monde 2002                    |
| 27 mai 2001       | Puerto Cortés Honduras | Panama - Nicaragua | 6-0   | Coupe UNCAF des nations 2001                                  |
| 21 février 2003   | Panama                 | Panama - Nicaragua | 0-1   | Coupe UNCAF des nations 2003                                  |
| 12 juillet 2009   | Glendale États-Unis    | Panama - Nicaragua | 4-0   | Phase finale de la Gold Cup 2009                              |
| 16 janvier 2011   | Panama                 | Panama - Nicaragua | 2-0   | Copa Centroamericana 2011                                     |
| 6 septembre 2011  | Managua Nicaragua      | Nicaragua - Panama | 1-2   | Qualifications pour la Coupe du monde 2014                    |
| 11 octobre 2011   | Panama                 | Panama - Nicaragua | 5-1   | Qualifications pour la Coupe du monde 2014                    |
| 10 septembre 2014 | Houston États-Unis     | Panama - Nicaragua | 2-0   | Copa Centroamericana 2014                                     |
| 15 mars 2016      | Managua Nicaragua      | Nicaragua - Panama | 1-0   | Match amical                                                  |
| 15 janvier 2017   | Panama                 | Panama - Nicaragua | 2-1   | Copa Centroamericana 2017                                     |
| 12 juillet 2017   | Tampa États-Unis       | Panama - Nicaragua | 2-1   | Phase finale de la Gold Cup 2017                              |
| 25 février 2020   | Managua Nicaragua      | Nicaragua - Panama | 0-0   | Match amical                                                  |
| 10 juin 2023      | Penonomé Panama        | Panama - Nicaragua | 3-2   | Match amical                                                  |

#### Bilan
- Total de matchs disputés : 25
- Victoires de l'équipe du Nicaragua : 7
- Victoires de l'équipe du Panama : 22
- Match nul : 0

### Paraguay
Confrontations entre le Nicaragua et Paraguay : 
| Date         | Lieu              | Match                | Score | Compétition  |
| ------------ | ----------------- | -------------------- | ----- | ------------ |
| 18 juin 2023 | Asuncion Paraguay | Paraguay - Nicaragua | 2-0   | Match amical |

#### Bilan
- Total de matchs disputés : 1
- Victoires de l'équipe du Nicaragua : 0
- Victoires de l'équipe du Paraguay : 2
- Match nul : 0

### Pérou
Confrontations entre le Nicaragua et le Pérou :
| Date         | Lieu       | Match             | Score | Compétition  |
| ------------ | ---------- | ----------------- | ----- | ------------ |
| 22 mars 2024 | Lima Pérou | Pérou - Nicaragua | 2-0   | Match amical |

#### Bilan
- Total de matchs disputés : 1
- Victoires de l'équipe du Nicaragua : 0
- Victoires de l'équipe du Pérou : 2
- Match nul : 0

### Porto Rico
Confrontations entre le Nicaragua et Porto Rico :
| Date            | Lieu               | Match                  | Score | Compétition  |
| --------------- | ------------------ | ---------------------- | ----- | ------------ |
| 24 février 2012 | Managua Nicaragua  | Nicaragua - Porto Rico | 1-0   | Match amical |
| 26 février 2012 | Managua Nicaragua  | Nicaragua - Porto Rico | 4-1   | Match amical |
| 1er juin 2012   | Bayamón Porto Rico | Porto Rico - Nicaragua | 3-1   | Match amical |
| 3 juin 2012     | Bayamón Porto Rico | Porto Rico - Nicaragua | 1-1   | Match amical |

#### Bilan
- Total de matchs disputés : 4
- Victoires de l'équipe du Nicaragua : 2
- Victoires de l'équipe de Porto Rico : 1
- Match nul : 1

## Q

### Qatar
Confrontations entre le Qatar et le Nicaragua : 
| Date            | Lieu     | Match             | Score | Compétition  |
| --------------- | -------- | ----------------- | ----- | ------------ |
| 13 octobre 2022 | Marbella | Qatar - Nicaragua | 2-1   | Match amical |

#### Bilan
- Total de matchs disputés : 1
- Victoires de l'équipe du Nicaragua : 1
- Victoires de l'équipe du Qatar : 2
- Match nul : 1

## R

### République dominicaine
Confrontations entre le Nicaragua et la République dominicaine :
| Date             | Lieu                                  | Match                              | Score | Compétition                                |
| ---------------- | ------------------------------------- | ---------------------------------- | ----- | ------------------------------------------ |
| 8 novembre 2017  | Diriamba Nicaragua                    | Nicaragua - République dominicaine | 0-3   | Match amical                               |
| 11 novembre 2017 | Saint-Domingue République dominicaine | République dominicaine - Nicaragua | 1-0   | Match amical                               |
| 8 septembre 2023 | Saint-Domingue République dominicaine | République dominicaine - Nicaragua | 0-2   | Ligue des nations de la CONCACAF 2023-2024 |
| 21 novembre 2023 | Managua Nicaragua                     | Nicaragua - République dominicaine | 0-0   | Ligue des nations de la CONCACAF 2023-2024 |

#### Bilan
- Total de matchs disputés : 4
- Victoires de l'équipe du Nicaragua : 2
- Victoires de l'équipe de République dominicaine : 2
- Match nul : 1

## S

### Saint-Christophe-et-Niévès
Confrontations entre le Nicaragua et Saint-Christophe-et-Niévès :
| Date         | Lieu              | Match                                  | Score | Compétition  |
| ------------ | ----------------- | -------------------------------------- | ----- | ------------ |
| 31 août 2016 | Managua Nicaragua | Nicaragua - Saint-Christophe-et-Niévès | 0-0   | Match amical |

#### Bilan
- Total de matchs disputés : 1
- Victoires de l'équipe du Nicaragua : 0
- Victoires de l'équipe de Saint-Christophe-et-Niévès : 0
- Match nul : 1

### Saint-Vincent-et-les-Grenadines
Confrontations entre le Nicaragua et Saint-Vincent-et-les-Grenadines :
| Date             | Lieu                                       | Match                                       | Score | Compétition                                          |
| ---------------- | ------------------------------------------ | ------------------------------------------- | ----- | ---------------------------------------------------- |
| 13 juin 2004     | Diriamba Nicaragua                         | Nicaragua - Saint-Vincent-et-les-Grenadines | 2-2   | Qualifications pour la Coupe du monde 2006           |
| 20 juin 2004     | Kingstown Saint-Vincent-et-les-Grenadines  | Saint-Vincent-et-les-Grenadines - Nicaragua | 4-1   | Qualifications pour la Coupe du monde 2006           |
| 8 septembre 2018 | Kingstown Saint-Vincent-et-les-Grenadines  | Saint-Vincent-et-les-Grenadines - Nicaragua | 0-2   | Éliminatoires de la Gold Cup 2019                    |
| 5 septembre 2019 | Managua Nicaragua                          | Nicaragua - Saint-Vincent-et-les-Grenadines | 1-1   | Ligue des nations de la CONCACAF 2019-2020 (Ligue B) |
| 15 novembre 2019 | Kingstown Saint-Vincent-et-les-Grenadines  | Saint-Vincent-et-les-Grenadines - Nicaragua | 1-0   | Ligue des nations de la CONCACAF 2019-2020 (Ligue B) |
| 6 juin 2022      | Arnos Vale Saint-Vincent-et-les-Grenadines | Saint-Vincent-et-les-Grenadines - Nicaragua | 2-2   | Ligue des nations de la CONCACAF 2022-2023 (Ligue B) |
| 24 mars 2023     | Managua Nicaragua                          | Nicaragua - Saint-Vincent-et-les-Grenadines | 4-1   | Ligue des nations de la CONCACAF 2022-2023 (Ligue B) |

#### Bilan
- Total de matchs disputés : 7
- Victoires de l'équipe du Nicaragua : 4
- Victoires de l'équipe de Saint-Vincent-et-les-Grenadines : 5
- Match nul : 3

### Salvador
Confrontations entre le Nicaragua et le Salvador :
| Date              | Lieu                   | Match                | Score | Compétition                                                   |
| ----------------- | ---------------------- | -------------------- | ----- | ------------------------------------------------------------- |
| 1er mai 1929      | Salvador               | Salvador - Nicaragua | 9-0   | Match amical                                                  |
| 13 mai 1941       | San José Costa Rica    | Salvador - Nicaragua | 8-0   | Coupe CCCF 1941                                               |
| 7 décembre 1943   | San Salvador Salvador  | Salvador - Nicaragua | 8-1   | Coupe CCCF 1943                                               |
| 16 décembre 1943  | San Salvador Salvador  | Nicaragua - Salvador | 1-10  | Coupe CCCF 1943                                               |
| 28 février 1946   | San José Costa Rica    | Salvador - Nicaragua | 7-2   | Coupe CCCF 1946                                               |
| 28 février 1950   | Guatemala              | Salvador - Nicaragua | 4-1   | Jeux d'Amérique centrale et des Caraïbes 1950                 |
| 10 mars 1953      | San José Costa Rica    | Salvador - Nicaragua | 4-1   | Coupe CCCF 1953                                               |
| 9 mars 1961       | San José Costa Rica    | Salvador - Nicaragua | 10-2  | Coupe CCCF 1961                                               |
| 23 mars 1963      | San Salvador Salvador  | Salvador - Nicaragua | 6-1   | Phase finale de la Coupe des nations de la CONCACAF 1963      |
| 10 mars 1965      | San Salvador Salvador  | Salvador - Nicaragua | 4-0   | Tour préliminaire de la Coupe des nations de la CONCACAF 1965 |
| 9 septembre 1971  | San Salvador Salvador  | Salvador - Nicaragua | 3-2   | Tour préliminaire de la Coupe des nations de la CONCACAF 1971 |
| 15 septembre 1971 | San Salvador Salvador  | Nicaragua - Salvador | 0-1   | Tour préliminaire de la Coupe des nations de la CONCACAF 1971 |
| 14 avril 1991     | Managua Nicaragua      | Nicaragua - Salvador | 2-3   | Coupe UNCAF des nations 1991                                  |
| 24 avril 1991     | San Salvador Salvador  | Salvador - Nicaragua | 2-0   | Coupe UNCAF des nations 1991                                  |
| 19 juillet 1992   | Managua Nicaragua      | Nicaragua - Salvador | 0-5   | Qualifications pour la Coupe du monde 1994                    |
| 23 juillet 1992   | San Salvador Salvador  | Salvador - Nicaragua | 5-1   | Qualifications pour la Coupe du monde 1994                    |
| 21 mars 1999      | San José Costa Rica    | Salvador - Nicaragua | 1-0   | Coupe UNCAF des nations 1999                                  |
| 23 mai 2001       | Puerto Cortés Honduras | Salvador - Nicaragua | 3-0   | Coupe UNCAF des nations 2001                                  |
| 13 février 2003   | Panama                 | Salvador - Nicaragua | 3-0   | Coupe UNCAF des nations 2003                                  |
| 10 février 2007   | San Salvador Salvador  | Salvador - Nicaragua | 2-1   | Coupe UNCAF des nations 2007                                  |
| 22 janvier 2009   | Tegucigalpa Honduras   | Salvador - Nicaragua | 1-1   | Coupe UNCAF des nations 2009                                  |
| 14 janvier 2011   | Panama                 | Salvador - Nicaragua | 2-0   | Copa Centroamericana 2011                                     |
| 18 novembre 2014  | Managua Nicaragua      | Nicaragua - Salvador | 0-2   | Match amical                                                  |
| 9 mars 2016       | Managua Nicaragua      | Nicaragua - Salvador | 1-1   | Match amical                                                  |
| 22 janvier 2017   | Panama                 | Salvador - Nicaragua | 1-0   | Copa Centroamericana 2017                                     |
| 19 novembre 2022  | Managua Nicaragua      | Nicaragua - Salvador | 1-0   | Match amical                                                  |

#### Bilan
- Total de matchs disputés : 26
- Victoires de l'équipe du Nicaragua : 1
- Victoires de l'équipe du Salvador : 23
- Match nul : 2

### Suriname
Confrontations entre le Nicaragua et le Suriname :
| Date              | Lieu                | Match                | Score | Compétition                                          |
| ----------------- | ------------------- | -------------------- | ----- | ---------------------------------------------------- |
| 7 juin 2015       | Managua Nicaragua   | Nicaragua - Suriname | 1-0   | Qualifications pour la Coupe du monde 2018           |
| 16 juin 2015      | Paramaribo Suriname | Suriname - Nicaragua | 1-3   | Qualifications pour la Coupe du monde 2018           |
| 8 septembre 2019  | Paramaribo Suriname | Suriname - Nicaragua | 6-0   | Ligue des nations de la CONCACAF 2019-2020 (Ligue B) |
| 19 novembre 2019  | Managua Nicaragua   | Nicaragua - Suriname | 1-2   | Ligue des nations de la CONCACAF 2019-2020 (Ligue B) |
| 22 septembre 2022 | Almere Pays-Bas     | Suriname - Nicaragua | 2-1   | Ligue des nations de la CONCACAF 2022-2023 (Ligue B) |

#### Bilan
- Total de matchs disputés : 5
- Victoires de l'équipe du Nicaragua : 3
- Victoires de l'équipe du Suriname : 4
- Match nul : 0

## T

### Trinité-et-Tobago
Confrontations entre le Nicaragua et Trinité-et-Tobago :
| Date             | Lieu                            | Match                         | Score | Compétition                                              |
| ---------------- | ------------------------------- | ----------------------------- | ----- | -------------------------------------------------------- |
| 16 mars 1967     | Tegucigalpa Honduras            | Nicaragua - Trinité-et-Tobago | 1-3   | Phase finale de la Coupe des nations de la CONCACAF 1967 |
| 12 octobre 2015  | Port of Spain Trinité-et-Tobago | Trinité-et-Tobago - Nicaragua | 0-0   | Match amical                                             |
| 27 décembre 2016 | Managua Nicaragua               | Nicaragua - Trinité-et-Tobago | 2-1   | Match amical                                             |
| 30 décembre 2016 | Managua Nicaragua               | Nicaragua - Trinité-et-Tobago | 1-3   | Match amical                                             |
| 3 juin 2022      | Managua Nicaragua               | Nicaragua - Trinité-et-Tobago | 2-1   | Match amical                                             |
| 27 mars 2023     | Scarborough Trinité-et-Tobago   | Trinité-et-Tobago - Nicaragua | 1-1   | Ligue des Nations de la CONCACAF 2022-2023               |

#### Bilan
- Total de matchs disputés : 6
- Victoires de l'équipe du Nicaragua : 4
- Victoires de l'équipe de Trinité-et-Tobago : 4
- Match nul : 2

## U

### Uruguay
Confrontations entre l'Uruguay et le Nicaragua : 
| Date         | Lieu       | Match               | Score | Compétition  |
| ------------ | ---------- | ------------------- | ----- | ------------ |
| 14 juin 2023 | Montevideo | Uruguay - Nicaragua | 4-1   | Match amical |

#### Bilan
- Total de matchs disputés : 1
- Victoires de l'Équipe du Nicaragua : 1
- Victoires de l'Équipe d'Uruguay : 4
- Match nul : 0